# Archivos de negros y esclavos
La colección de archivos titulada "Negros y Esclavos" que forma parte del patrimonio documental del "Archivo General de la Nación" contiene una extensa y muy importante información testimonial sobre el desarrollo de la trata de esclavos africanos en el territorio neogranadino. La colección está compuesta por 55 archivos, equivalentes a aproximadamente 55.000 hojas de papel, que hacen referencia no solo a la historia de Colombia, sino también a la de Ecuador, Panamá y Venezuela. 
Las personas recién esclavizadas eran enviadas a las diferentes colonias españolas en Sudamérica desde el puerto de Cartagena de Indias, que documentó información sobre los esclavos y su trata. Lamentablemente, la mayoría de los documentos producidos en Cartagena de Indias durante ese período, siglos XVI al XVIII, han desaparecido. El "Archivo General de la Nación" junto con los archivos del "General de Indias de Sevilla", conserva los documentos restantes sobre este tema.(UNESCO/BPI)